# Hofgut Hasselheck

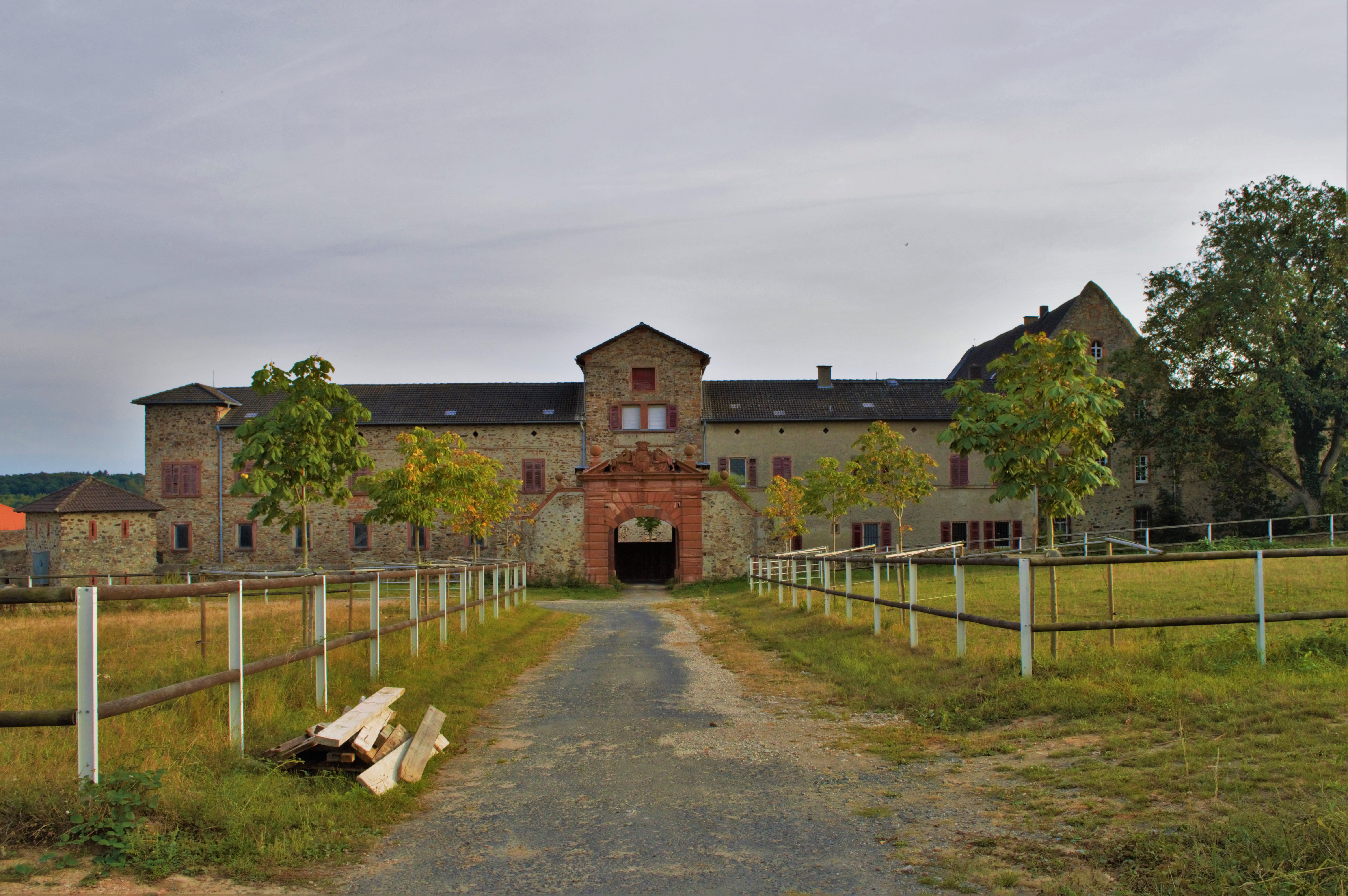
Ansicht

Das Hofgut Hasselheck ist ein Hofgut in der Gemarkung Ober-Mörlen. Es steht als Kulturdenkmal unter Denkmalschutz.

## Geschichte
Das Hofgut wird 1396 erstmals als Reichslehen im Besitz der Falkensteiner erwähnt. Das Hofgut kam 1407 in den Besitz der Herren von Büches.
Der Hof musste aufgrund seiner gefährlichen Lage direkt an der Weinstraße bereits ab 1588 von seinen damaligen adligen Besitzern, den Herren von Schwalbach, befestigt werden. Erste Befestigungen gab es wohl schon unter der Familie von Büches. Gernand von Schwalbach musste 1596 den Ausbau der Befestigungsanlage auf Verlangen der Burg Friedberg aufgeben.
Die Familie von Schwalbach verkaufte den Hof 1637 für 10.000 Gulden an die Landgrafen von Hessen-Homburg.
1697 kaufte Daniel von Ritter zu Groenesteyn, Sohn Stefans und der Schwalbacher Erbtochter Anna Ursula, das Hofgut zurück. Es blieb bis 1939 als Familienfideikommiss im Besitz der Ritter zu Groensteyn.
Nach dem Zweiten Weltkrieg kaufte die Hessen-Nassauische Siedlungsgesellschaft das Hofgut.
In der Nähe der Hasselheck kam es mehrfach auf der Weinstraße zu Überfällen. So wurde z. B. Martin Spohn, ein aus Fauerbach v. d. H. gebürtiger Butzbacher Kaufmann der mit anderen Bekannten auf die Frankfurter Messe reiste, am 18. März 1638 in der Nähe des Hasselhecker Hofs von Soldaten überfallen, erschossen und seiner Barschaft von 325 Talern beraubt.
Am 6. Juni 1772 wurden zwei preußische Werber auf der Ockstädter Heide in der Nähe der Hasselheck von zuvor in Frankfurt geworbenen Rekruten (hessen-darmstädtischen Deserteuren) ermordet.
Heute findet sich auf dem Hofgut ein Gestüt.